# Husayn al-Khalidi
Husayn Fakhri al-Khalidi (en árabe: حسين فخري الخالدي, transliterado: Ḥusayn Fakhri al-Khalidī) (17 de enero de 1895, Jerusalén, Imperio otomano - Amán, Jordania, 6 de febrero de 1962) fue un médico y destacado político palestino durante el Mandato británico. Fue secretario del Alto Comité Árabe, alcalde de Jerusalén y primer ministro de Jordania. Este último por tan sólo 9 días.

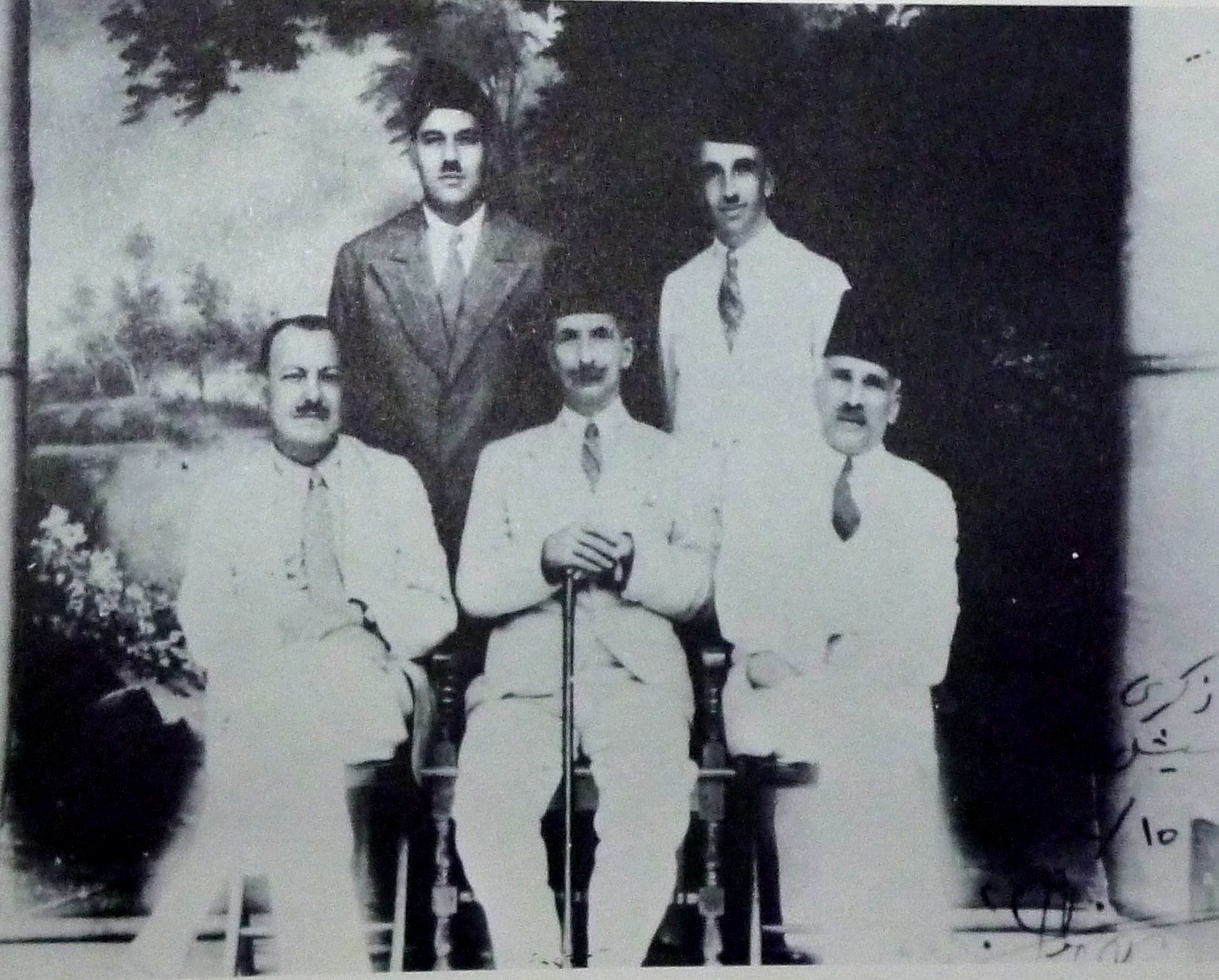
al-Khalidi, sentado en el centro, junto con los otros cuatro políticos deportados a las Islas Seychelles, 1938.

## Biografía
Proveniente de una rica familia palestina. Se graduó de la escuela de medicina en la Universidad Americana de Beirut en 1915. En el año de su graduación, se alistó en el ejército otomano y resultó gravemente herido, luego desertó para unirse al ejército del Emir Fáysal I. Luchó en el levantamiento árabe y en la captura de Damasco en 1918. Después de la caída de la Gran Siria gobernada por Fáysal, se mudó al Mandato británico de Palestina y allí trabajó en el departamento de salud del gobierno. En 1934 renunció al cargo para poder presentarse a las elecciones locales y obtuvo el mandato de un concejal de Jerusalén, y en 1935 se convirtió en alcalde de la ciudad. Permaneció en esta oficina durante dos años. En 1937, las autoridades británicas lo sacaron de su cargo y lo deportaron a Seychelles por actividades en el Alto Comité Árabe. Después de un año, Hussein al-Khalidi obtuvo el permiso de abandonar las Islas Seychelles. Se instaló en Beirut, donde permaneció hasta 1943. Aún activo en el movimiento pan-árabe, en 1948, se fue al Río Jordan de Cisjordania, y como la Guerra árabe-israelí estaba dentro de las fronteras de Jordania; obtuvo la ciudadanía de ese país.
El rey Abd Alá de Jordania lo nombró senador y, en 1953, ministro de Relaciones Exteriores, pero dejó el ministerio después de un año. Luego se desempeñó como ministro de Salud y Asuntos Sociales de Jordania, y de 1955 a 1956 volvió a ser ministro de Relaciones Exteriores. En abril de 1957 fue brevemente el primer ministro de Jordania. El rey Hussein lo nombró para este puesto después de la renuncia de Sulajman an-Nabulius, manifestaciones masivas de y disturbios en el ejército terminaron con la fuga del comandante en jefe Ali al-Hajjari, un partidario del panarabismo. En el gobierno de al-Chalidi, al-Nabulusi, fue nombrado ministro de Asuntos Exteriores, lo que indica que Husayn aún no estaba convencido del curso futuro de la política exterior. Finalmente, sin embargo, decidió ponerse del lado de los Estados Unidos, fortalecer las relaciones con Irak y mejorar las relaciones con Arabia Saudita. El 25 de abril de 1957, al-Chalidi fue despedido y reemplazado por Ibrahim Hashim.
Después de su renuncia, al-Khalidi permaneció activo en la política jordana, pero nunca volvió a ser nominado para un puesto ministerial. Murió en 1962 en Amán debido a complicaciones producto de una úlcera gástrica.